# Liste von Brunnen in Saarbrücken
In dieser Liste von Brunnen in Saarbrücken sind Brunnen in Saarbrücken, der Hauptstadt des Saarlandes, aufgeführt. Die Liste erhebt keinen Anspruch auf Vollständigkeit.
| Bezeichnung                         | Standort                 | Baujahr      | Künstler                                    | Beschreibung | Bild |
| ----------------------------------- | ------------------------ | ------------ | ------------------------------------------- | --- | ---- |
| Wandbrunnen                         | Rathaus Lage             | 1964         | Paul Schneider                              | Der kleine Wandbrunnen steht in einer Nische in einem Arkadengang an der Betzenstraße. Das Wasser rinnt aus einer schräg nach unten gerichteten Metallarbeit in Form eines Fisches in einen massiven Brunnentrog aus Basalt. |      |
| Brunnenanlage am Rathaus            | Rathausplatz Lage        | 1965         | Peter Paul Seeberger                        | Bei der Neugestaltung des Rathausvorplatzes im Jahr 1965 wurde über Stufen ein Übergang vom höher gelegenen Straßenniveau zum tiefer gelegenen Vorplatz des Rathauses geschaffen. In diese Treppenanlage platzierte Saarbrückens Baudirektor Peter Paul Seeberger einen rechteckigen Brunnen, der sich über beide Ebenen erstreckt. Eingefasst mit Granitplatten sprudeln im Bassin drei Fontänen. An der dem Rathaus zugewandten Seite sind die Wappen der Stadt Saarbrücken, des Saarlandes und das Entstehungsjahr eingelassen. |      |
| Brunnen auf dem Cora-Eppstein-Platz | Cora-Eppstein-Platz Lage | 1979/80      | Jolande Lischke-Pfister                     | In einem Quadrat von ca. 12 m führen vier Treppenstufen hinab zu einem quadratischen Brunnenbecken. Vier kreisrunde Trittplatten, jeweils mittig an den Seitenrändern gelegen, gruppieren sich um ein Ring aus Granit. In dessen Zentrum steht ein Brunnenstein, der eine Lotosblüte symbolisiert. Im Scheitel sprudelt Wasser aus dem Stein das über mehrere Schalen abfließt. |      |
| Brunnen am Nanteser Platz           | Nanteser Platz Lage      | 1960er Jahre | Lothar Meßner                               | Eingefasst von einem niedrigen Beckenrand stehen auf fünf unterschiedlich hohen Steinsockeln abstrakte Elemente aus Bronze, die sich zu einem runden Ensemble zusammenfügen. |      |
| Brunnen am Rathausplatz             | Rathausplatz Lage        | 1950er Jahre | Hans Ulrich, Max Mertz                      | In der Mitte einer kreisrunden Brunnenschale aus Granit erhebt sich auf einem runden Betonsockel die Bronzestatue „Aufsteigender Phönix“. Drei Pfeiler ragen aus der inneren Brunnenschale und vereinigen sich im unteren Viertel der Plastik. Von hier aus erheben sie sich knospenartig und sind im Inneren über flammende Verbindungsstege in der Art spätgotischer Maßwerke verbunden. Die flammend-gotisierende Form nimmt so in moderner Formensprache Bezug zu den Architekturformen des neospätgotischen Rathauses St. Johann von Georg von Hauberrisser. Die drei Arme stehen für die Vereinigung der drei Gründungsstädte St. Johann, Burbach-Malstatt und Saarbrücken im Jahr 1909. |      |
| St. Johanner Marktbrunnen           | St. Johanner Markt Lage  | 1759/60      | Ignatius Bischof, Friedrich Joachim Stengel | Der achtseitige, geschwungene Brunnen besitzt vier Ausbauchungen als Außenbecken. Aus dem Mittelbecken ragt als Brunnenstock ein mit Ranken verzierter Obelisk, der von einer Vase bekrönt wird. Das Wasser strömt aus vier Masken und läuft über schmiedeeiserne Rohre in die Außenbecken. Auf dem Rand des Mittelbeckens verläuft ein schmiedeeisernes Gitter mit reicher Verzierung. |      |
| Brunnen in der Bahnhofstraße        | Bahnhofstraße Lage       | 1997         | Robert Schad                                | In einem niedrigen, viereckigen Brunnenbecken ergießt sich das Wasser aus einer Stahlplastik aus hohlem Vierkantedelstahl. |      |
| Luisenbrunnen                       | Altneugasse Lage         | 1912         | August Kuhn                                 | Der Brunnen wurde im neubarocken Stil errichtet. Das Viertelrund besteht aus einer niedrigen Mauer, die die Lehne einer Bank bildet. Im Mittelpunkt steht ein erhöhter Teil mit betontem Rundbogen als Abschluss und krönender Vase. Der Rundbogen wird von Pilastern getragen, die im zentralen Feld ein Medaillon rahmen. Darunter fließt aus einem Löwenkopf das Wasser in das ovale Brunnenbecken. Der Brunnen stand ursprünglich in einem kleinen Park und sollte an Königin Luise von Preußen erinnern. Das Medaillon in der Brunnenmitte zeigt ein Porträt von ihr. Das ursprüngliche Relief wurde zerstört, es handelt sich um ein Duplikat.                                           |      |
| Brunnen am Schloss                  | Schlossplatz Lage        | 1989         | Gottfried Böhm                              | Vier achteckige Säulen tragen eine Dachkonstruktion. Außen an den Säulen sitzen vier Schalen, die sich von oben nach unten vergrößern. Das Wasser sprudelt aus den Dachkanten und läuft über diese Schalen in vier Mulden, die verbunden sind. Im Zentrum steht eine verwitterte Sandsteinskulptur aus dem 18. Jahrhundert. |      |
| Brunnen am Obertor                  | Obertorstraße Lage       | 1979/80      | Ute Lehnert                                 | Ursprünglich bestand die Brunnenanlage aus drei Brunnenbecken, von denen das kleinste 1984 abgetragen wurde. Die beiden anderen sind als gepflasterte Schalenbrunnen aufgebaut. In der Beckenmitte ragt jeweils ein Granit-Obelisk empor, an dem zwei bzw. drei rundlaufende Schalen angebracht sind. Das kommt aus der obersten und kleinsten Schale an und fällt dann als geschlossener Wasserfilm auf die breitere Schale bzw. Schalen und schließlich in das Brunnenbecken. |      |
| Brunnen am Malstatter Markt         | Malstatter Markt Lage    | 1990/91      | Oswald Hiery                                | Im Mittelpunkt des rechteckigen Brunnenbeckens mit einer niedrigen Mauer aus Klinkerstein steht eine große Plastik auf einem leicht erhöhten Sockel. Die nackte „Mutter Saar“ liegt auf einem Sofa und gießt Wasser aus einer Weinflasche in das Becken. Hinter hier spielen ihre fünf Kinder um einen überdimensionalen Tisch, auf dem ein Geschirrberg stapelt und das Wasser quillt. |      |